# Перепечинський цвинтар
Перепечинський цвинтар (рос. Перепечинское кладбище) — діючий некрополь, один з найбільших цвинтарів Московської області. Цвинтар обслуговується Державною бюджетною установою Москви «Ритуал».

## Розташування

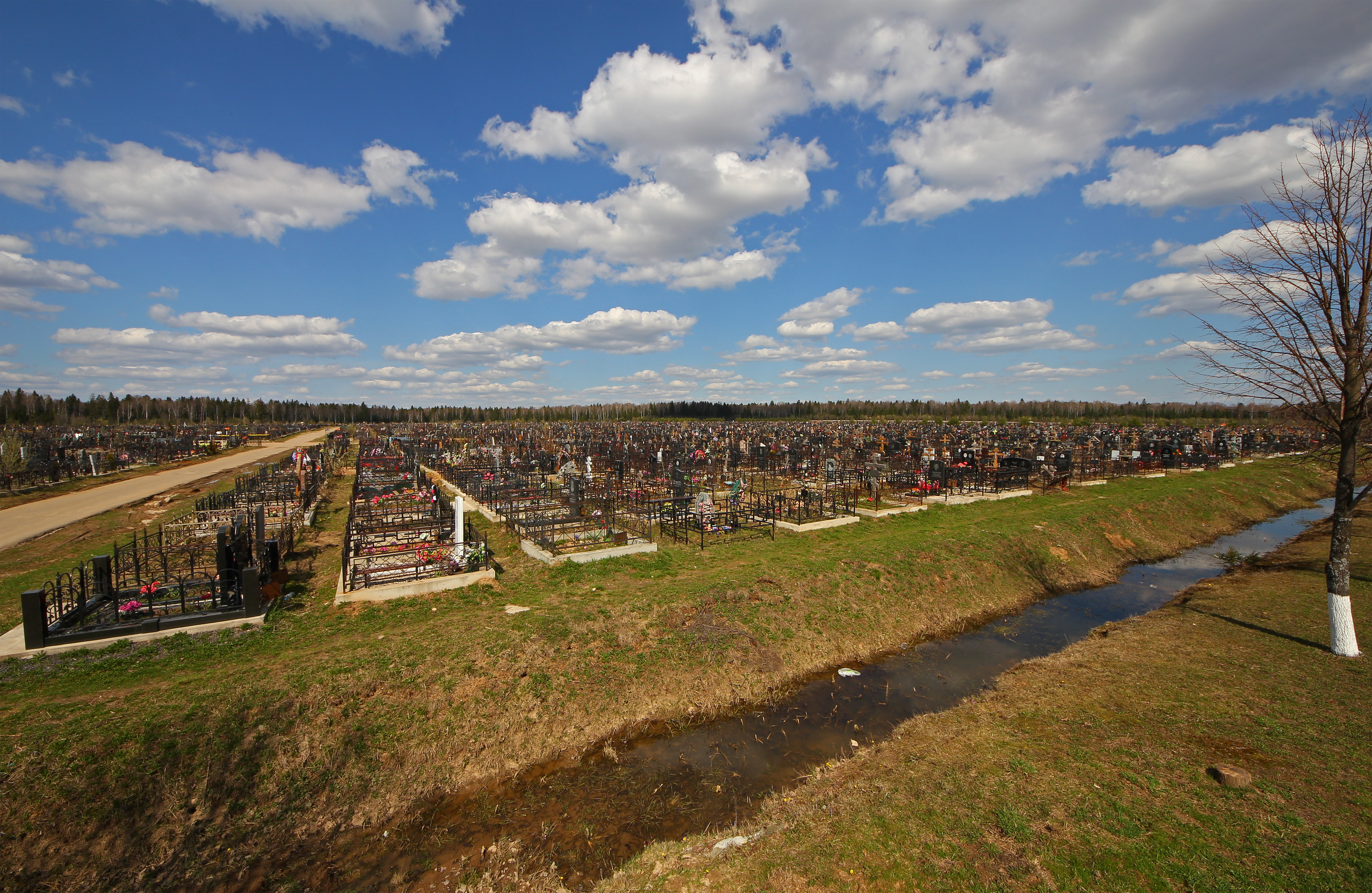
Поховання на цвинтарі

Цвинтар знаходиться поблизу села Перепечине Солнечногорського району Московської області, у північній частині Москви, неподалік від 32-го кілометру Ленінградського шосе, за 12 км від аеропорту Москва-Шереметьєво.

## Опис
Перепечинський цвинтар було відкрито у червні 1999 року. Початкова площа цвинтаря — 106 га, планується розширити до 131 га.
На цвинтарі розташовано Військовий меморіал, відкритий та закритий колумбарії для урн, а також тимчасові та безіменні поховання неопізнаних трупів з усією Москви.

## Режим роботи
- травень — вересень : щодня з 9 до 19 годин
- жовтень — квітень : щодня з 9 до 17 годин

## Поховання
На Перепечинському цвинтарі поховані військовики, діячі науки, культури, мистецтва, спорту.

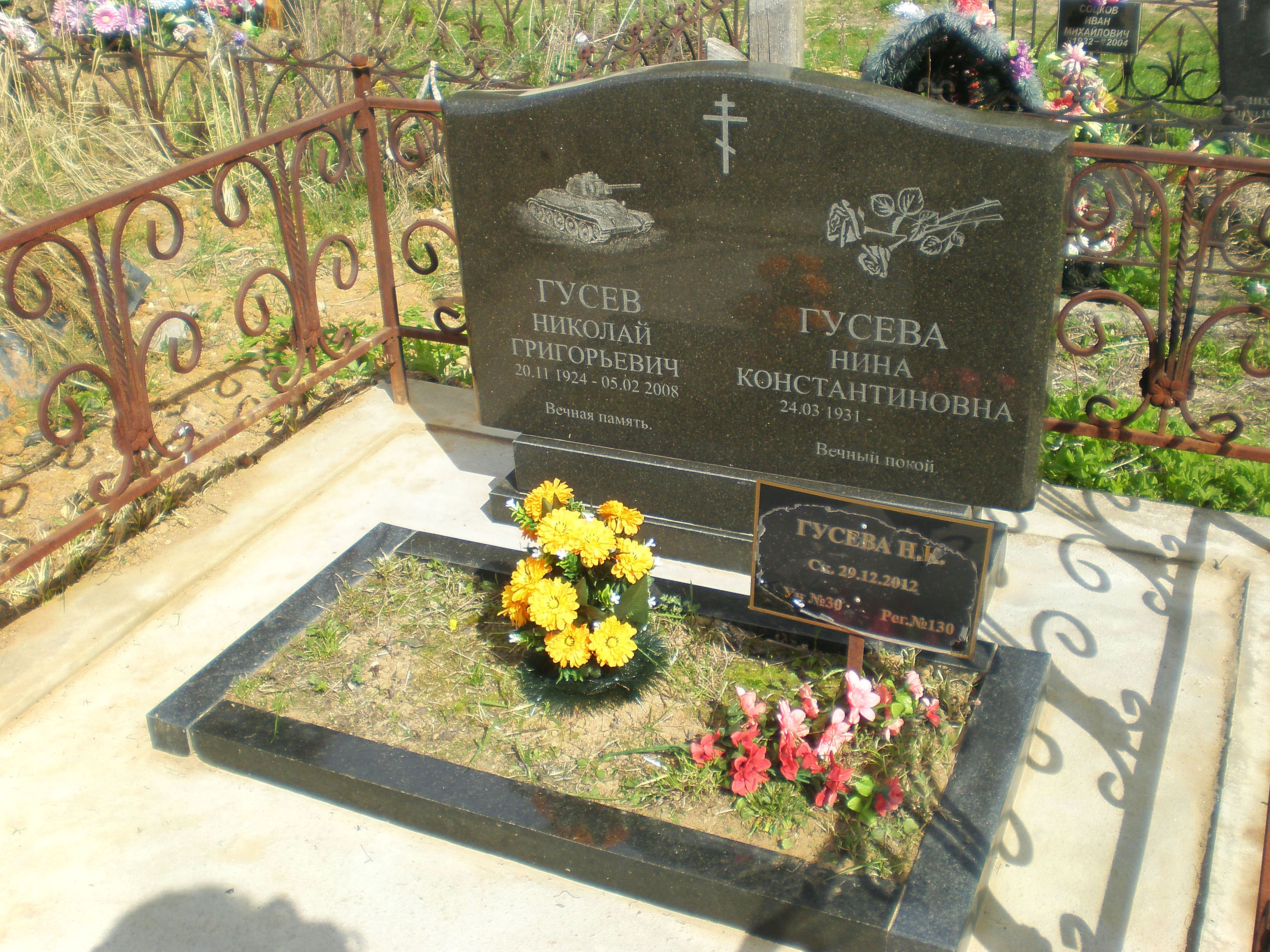
Могила Миколи Гусєва, заслуженого працівника культури Російської Федерації

Відомі особи, поховані на цвинтарі
- Галина Дьоміна — радянська російська акторка.
- Віра Лещенко — українська естрадна співачка радянських часів, дружина Петра Лещенка.
- Євген Митько — радянський російський сценарист.
- Євдокія Ожина — радянська кондитерка, Герой Соціалістичної Праці (1971).
- Сергій Пригода — радянський російський науковець українського походження, генерал-лейтенант медичної служби, доктор біологічних наук, професор, академік РАМТН.
- Іван Рижов — радянський російський актор театру та кіно, Народний артист РРФСР.
- Володимир Савченко — український письменник-фантаст.
- Олексій Хвостенко — російський поет-авангардист, автор пісень, художник.
- Людмила Шагалова — радянська російська акторка.

## Світлини

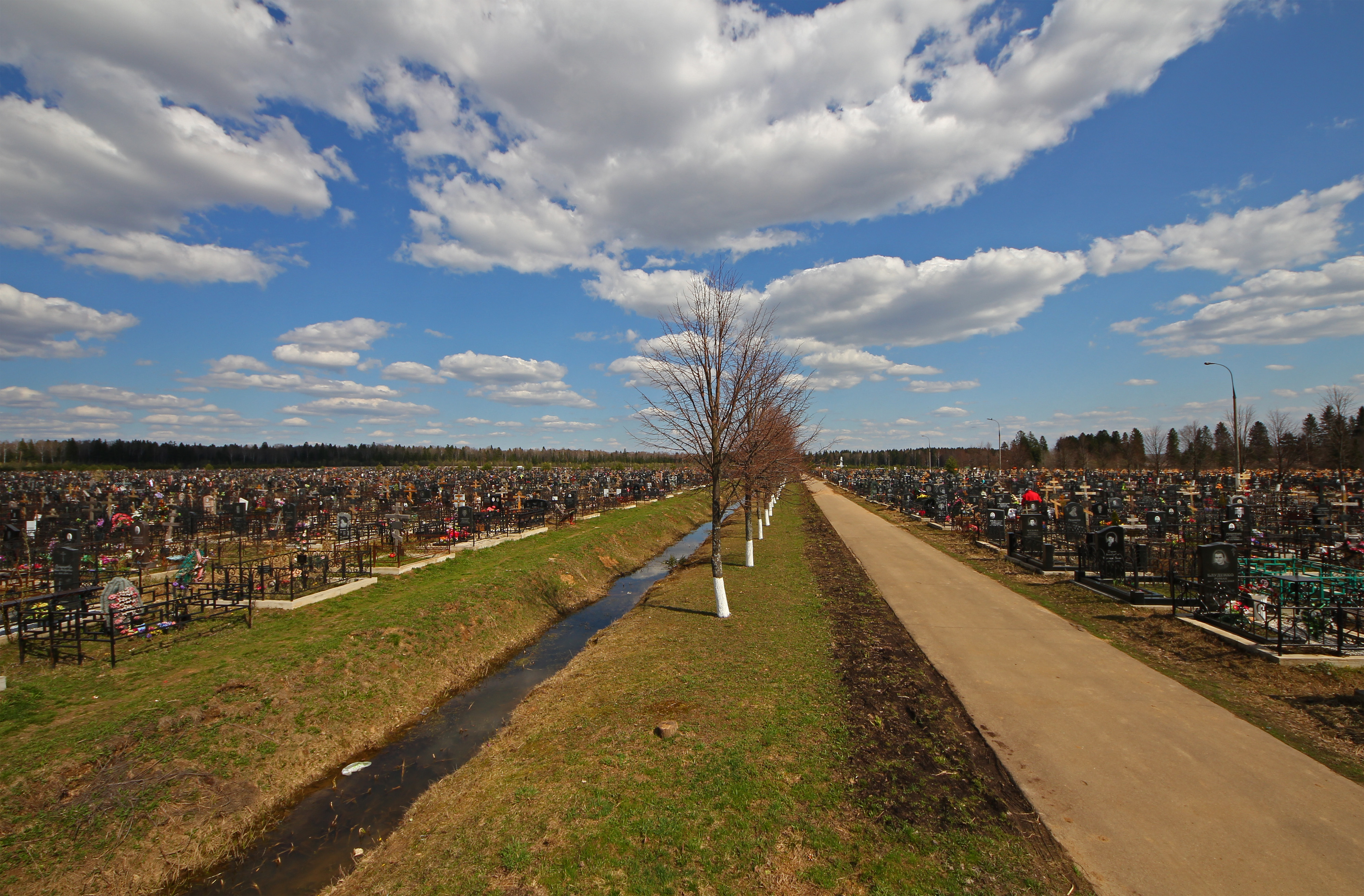
Центральна алея цвинтаря
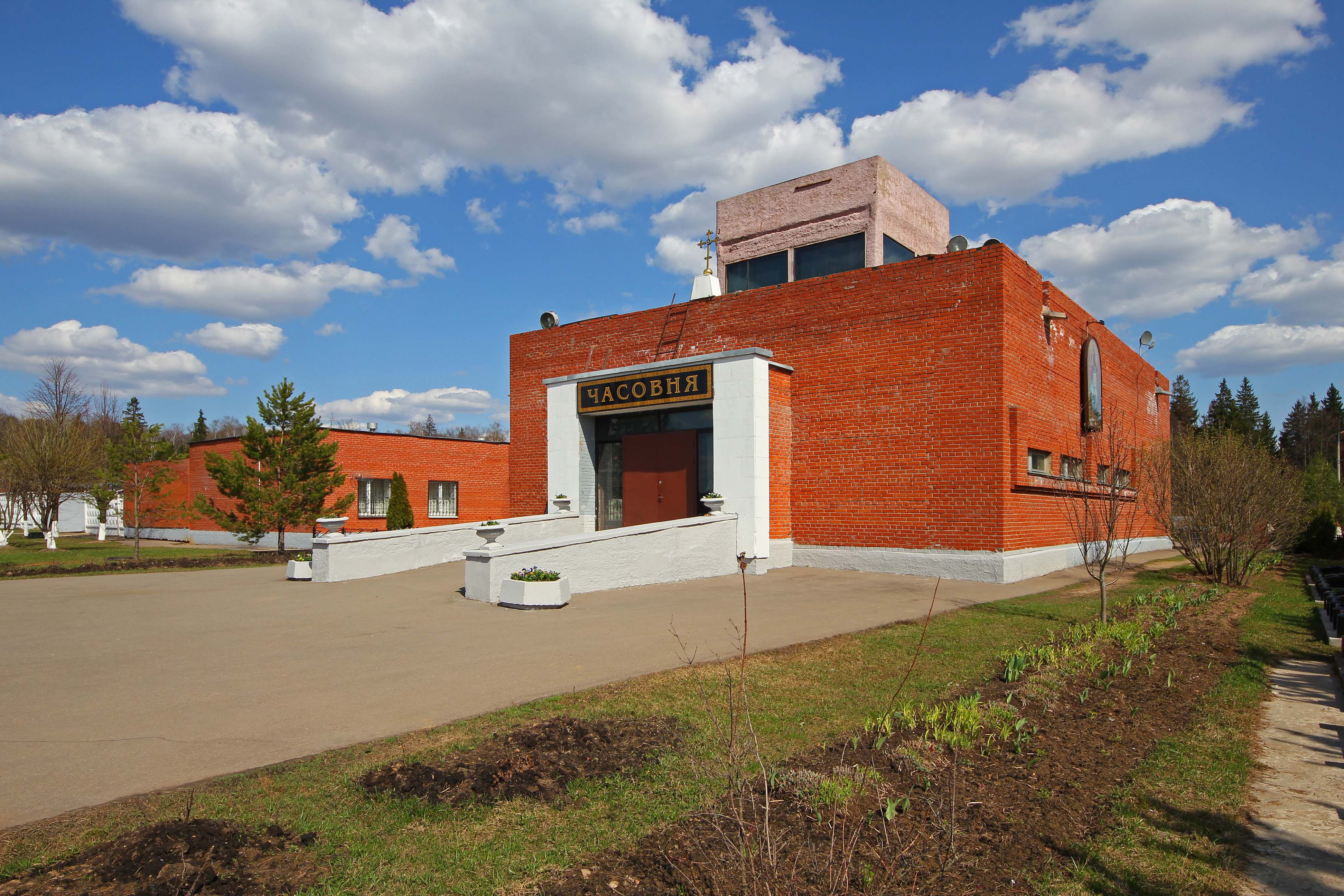
Цвинтарна капличка
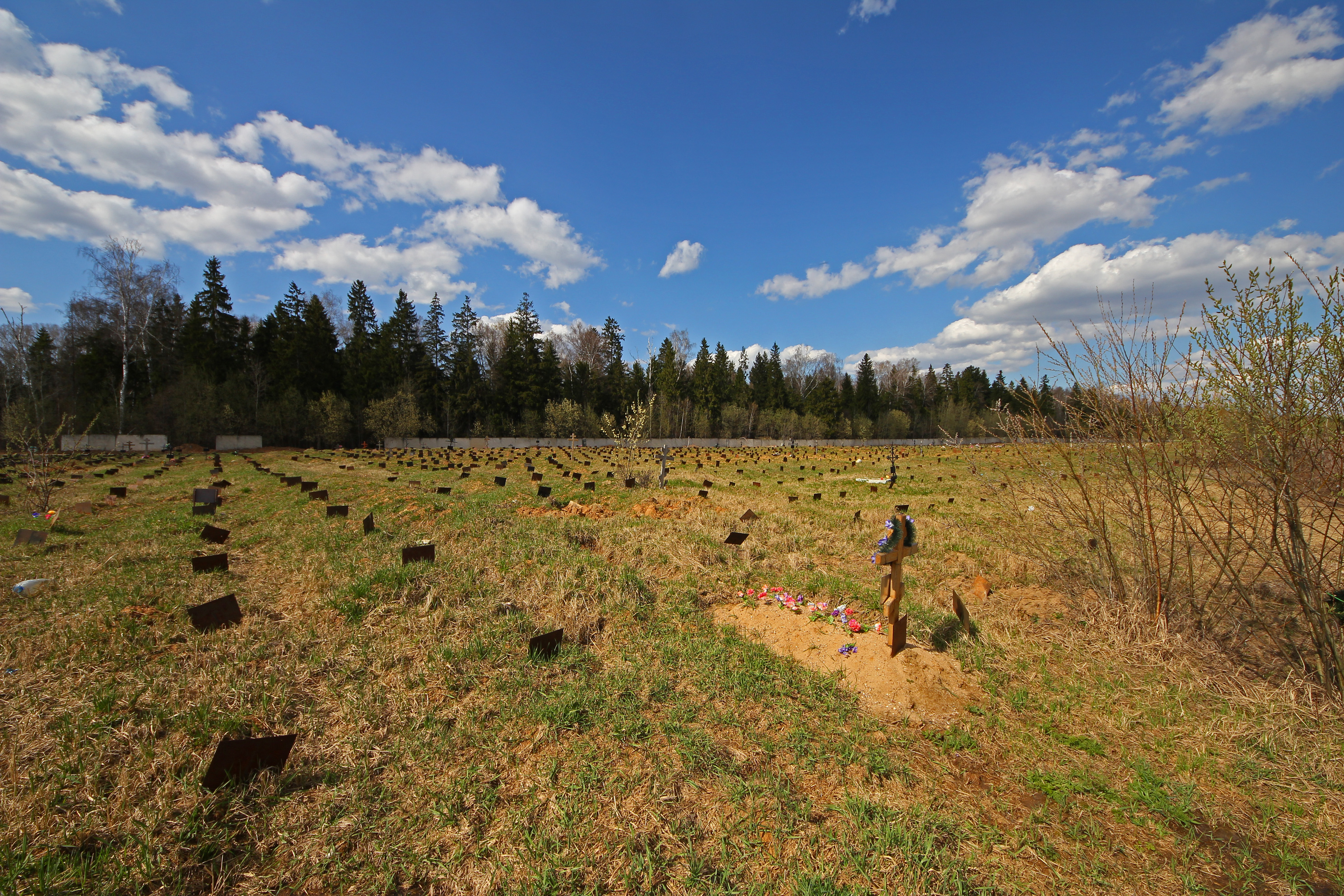
Безіменні поховання